# Campionati italiani femminili assoluti di atletica leggera 1947
I XXIII campionati italiani femminili assoluti di atletica leggera si sono tenuti presso lo stadio Vittorio Pozzo di Torino il 7 settembre 1947. Furono assegnati undici titoli in altrettante discipline.
La gara del pentathlon si tenne a Bologna il 5 ottobre dello stesso anno.

## Risultati

### Le gare del 7 settembre a Torino
| Specialità             | Oro                                                                                   | Prestazione | Argento                                                                               | Prestazione | Bronzo                                                                             | Prestazione |
| Corse                  | Corse                                                                                 | Corse       | Corse                                                                                 | Corse       | Corse                                                                              | Corse       |
| ---------------------- | ------------------------------------------------------------------------------------- | ----------- | ------------------------------------------------------------------------------------- | ----------- | ---------------------------------------------------------------------------------- | ----------- |
| 100 m                  | Mirella Avalle Virtus Bologna Sportiva                                                | 12"5        | Franca Audifreddi Venchi Unica Torino                                                 | 12"9        | Liliana Tagliaferri Sport Club Italia                                              | 12"9        |
| 200 m                  | Anna Maria Cantù Venchi Unica Torino                                                  | 26"6        | Bora Sport Club Italia                                                                | 27"0        | Ermanna Orsoni Virtus Bologna Sportiva                                             | 27"8        |
| 800 m                  | Petronilla Tonani Sport Club Italia                                                   | 2'23"8      | Candiani Sport Club Italia                                                            | 2'26"3      | Mascellani Virtus Bologna Sportiva                                                 | 2'28"3      |
| 80 m hs                | Rossana Argenta Venchi Unica Torino                                                   | 12"2        | Margherita Spettoli Gruppo Atletico Corni Modena                                      | 12"7        | Benvini Gruppo Atletico Corni Modena                                               | 13"1        |
| Staffetta 4×100 m      | Venchi Unica Torino Rosanna Argenta Regina Coltella Anna Maria Cantù Franca Audifredi | 50"8        | Virtus Bologna Sportiva Marcella Jeandeau Vera Martelli Ermanna Orsoni Mirella Avalle | 51"2        | Sport Club Italia Liliana Tagliaferri Micaela Bora Tina Camnasio Petronilla Tonani | 53"5        |
| Salti                  |                                                                                       |             |                                                                                       |             |                                                                                    |             |
| Salto in alto          | Gianna Jannoni Centro Sportivo Roma                                                   | 1,50 m      | Ester Palmesino Sip Torino                                                            | 1,45 m      | Bettiselli Virtus Bologna Sportiva                                                 | 1,45 m      |
| Salto in lungo         | Lidia Zanuttigh CSI Brescia                                                           | 5,10 m      | Amelia Piccinini Venchi Unica Torino                                                  | 5,02 m      | Elda Franco Sip Torino                                                             | 4,94 m      |
| Lanci                  |                                                                                       |             |                                                                                       |             |                                                                                    |             |
| Getto del peso         | Amelia Piccinini Venchi Unica Torino                                                  | 12,18 m     | Edera Cordiale-Gentile Venchi Unica Torino                                            | 11,12 m     | Annamaria Trebbi Virtus Bologna Sportiva                                           | 11,10 m     |
| Lancio del disco       | Edera Cordiale-Gentile Venchi Unica Torino                                            | 41,05 m     | Gabre Gabric CSI Brescia                                                              | 37,02 m     | Ciprini Gruppo Atletico Corni Modena                                               | 35,37 m     |
| Lancio del giavellotto | Ada Turci Venchi Unica Torino                                                         | 35,49 m     | Cressi Atletica Genova                                                                | 35,06 m     | Marchionne Atletica Stella Azzurra Parma                                           | 34,48 m     |
| Prove multiple         |                                                                                       |             |                                                                                       |             |                                                                                    |             |
| Pentathlon             | Amelia Piccinini Venchi Unica Torino                                                  | 3545 p.     | Marcella Jeandeau Virtus Bologna Sportiva                                             | 2573 p.     | Annamaria Trebbi Virtus Bologna Sportiva                                           | 2548 p.     |

### Il pentathlon del 5 ottobre a Bologna
| Specialità                                         | Oro                                  | Prestazione | Argento                                   | Prestazione | Bronzo                                    | Prestazione |
| -------------------------------------------------- | ------------------------------------ | ----------- | ----------------------------------------- | ----------- | ----------------------------------------- | ----------- |
| Pentathlon (lungo, peso, alto, giavellotto, 100 m) | Amelia Piccinini Venchi Unica Torino | 3545 p.     | Marcella Jeandeau Virtus Bologna Sportiva | 2573 p.     | Anna Maria Trebbi Virtus Bologna Sportiva | 2548 p.     |